# Abborrtjärnen (Arvidsjaurs socken, Lappland, 727632-164424)
Abborrtjärnen är en sjö i Arvidsjaurs kommun i Lappland och ingår i Byskeälvens huvudavrinningsområde. Abborrtjärnen ligger i Byskeälven Natura 2000-område.